# Jhon Cley
Jhon Cley Jesus da Silva (n. Brasilia, Brasil; 9 de marzo de 1994), conocido simplemente como Jhon Cley, es un futbolista brasilero que juega como mediocentro ofensivo.
Actualmente, se encuentra jugando en el Persis Solo de la Liga 1 de Indonesia.

## Estadísticas
Actualizado al 28 de junio de 2016.
| Vasco da Gama · Brasil                                         | 1ª            | 2012          | 10 | 0 | 1  | 0 | 0 | 0 | 0 | 0 | 11 | 0 |
| Vasco da Gama · Brasil                                         | 1ª            | 2013          | 7  | 0 | 4  | 0 | 2 | 0 | 0 | 0 | 13 | 0 |
| Vasco da Gama · Brasil                                         | 2ª            | 2014          | 10 | 1 | 0  | 0 | 0 | 0 | 0 | 0 | 10 | 1 |
| Vasco da Gama · Brasil                                         | 1ª            | 2015          | 14 | 1 | 11 | 1 | 5 | 0 | 0 | 0 | 30 | 2 |
| Vasco da Gama · Brasil                                         | Total club    | Total club    | 41 | 2 | 16 | 1 | 7 | 0 | 0 | 0 | 56 | 3 |
| Al-Qadisiya Arabia Saudita                                     | 1ª            | 2015/16       | 7  | 0 | 0  | 0 | 0 | 0 | 0 | 0 | 7  | 0 |
| Al-Qadisiya Arabia Saudita                                     | Total club    | Total club    | 7  | 0 | 0  | 0 | 0 | 0 | 0 | 0 | 7  | 0 |
| Goiás · Brasil                                                 | 2ª            | 2016          | 8  | 0 | 4  | 0 | 2 | 0 | 0 | 0 | 14 | 0 |
| Goiás · Brasil                                                 | Total club    | Total club    | 8  | 0 | 4  | 0 | 2 | 0 | 0 | 0 | 14 | 0 |
| Total carrera                                                  | Total carrera | Total carrera | 43 | 2 | 16 | 1 | 5 | 0 | 0 | 0 | 64 | 3 |
| (1)Incluidos los datos de la Copa de Brasil (2013, 2015, 2016) |               |               |    |   |    |   |   |   |   |   |    |   |